# Helena Sierakowska
Helena Sierakowska, z domu Lubomirska (ur. 25 sierpnia 1886 w Przeworsku, zm. 26 października 1939 w Rypinie) – polska działaczka społeczna i oświatowa na Warmii i Powiślu.

## Życiorys

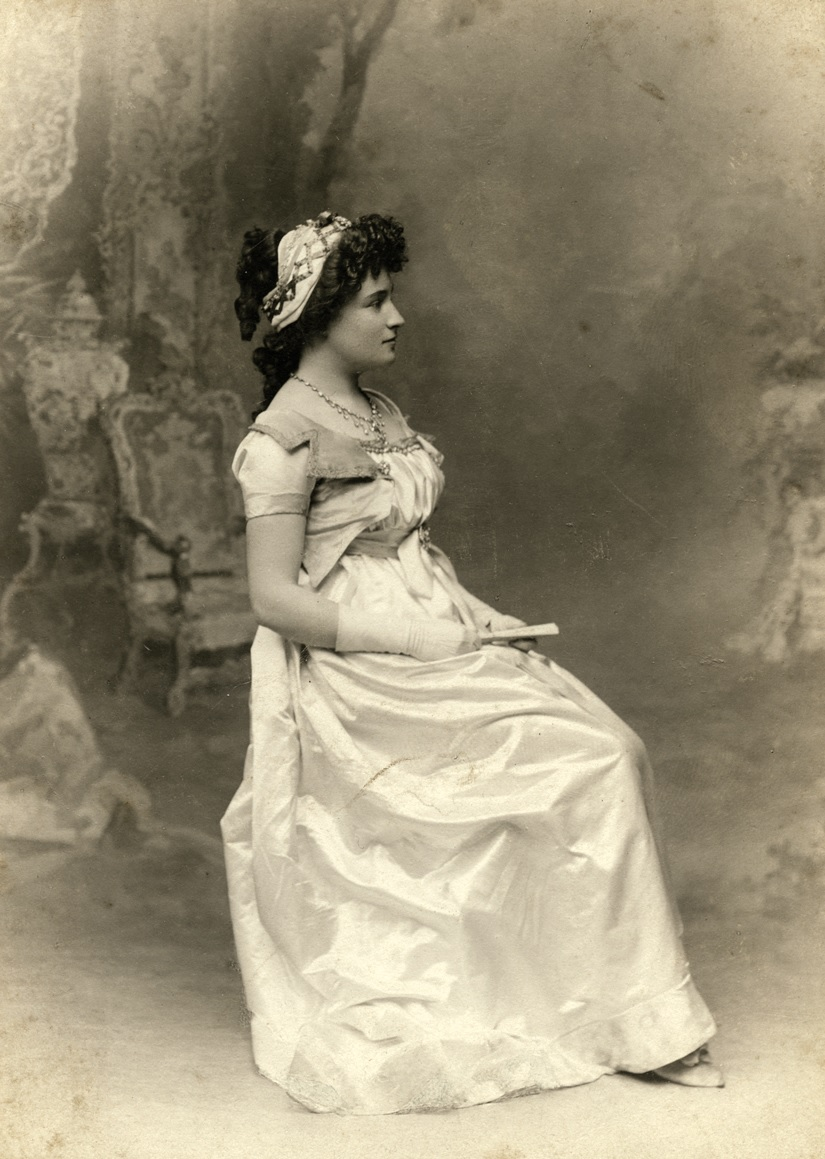
Helena Lubomirska, jeszcze jako panna.

Była córką Andrzeja Lubomirskiego, ordynata przeworskiego, i  Eleonory z Hussarzewskich. Odebrała staranne wykształcenie domowe wraz ze znajomością kilku języków obcych. Studiowała również na uniwersytecie w Monachium.
2 marca 1910 wyszła za mąż za hrabiego Stanisława Sierakowskiego, polskiego działacza narodowego w Republice Weimarskiej i III Rzeszy, pierwszego prezesa ZPwN i Związku Mniejszości Narodowych w Niemczech, posła do sejmu pruskiego.
Matka siedmiorga dzieci: Teresy, Adama (1912-1964), Andrzeja (1914-1995), Róży, Marii, Wandy i Jadwigi. Jedna z jej wnuczek - Izabela została żoną Bohdana Tomaszewskiego.
W 1917 stanęła na czele komitetu, który zbierał dary dla poszkodowanych przez wojnę Polaków z Kongresówki.
Po 1920, gdy w efekcie niekorzystnego dla Polski plebiscytu, Powiśle pozostało w prowincji wschodniopruskiej, dzięki jej staraniom, w 40 niemieckich szkołach na Powiślu wprowadzono lekcje polskiego. Z pomocą innych osób zorganizowała też 15 polskich przedszkoli, do których chodziło 650 polskich dzieci. Była prezesem Polsko-Katolickiego Towarzystwa Szkolnego. Działała w Towarzystwie Ziemianek których została prezeską w 1920 i Towarzystwie Kobiet św. Kingi. W 1933 przeniosła się do Poznania, w 1936 zamieszkała w Osieku koło Brodnicy.
W październiku 1939 została rozstrzelana przez Niemców w zbiorowej egzekucji w lasach Skrwilna. Śmierć poniósł również mąż hrabia Stanisław Sierakowski, którego zamordował w Domu Kaźni w Rypinie Kniefall Hermann - dowódca powiatowy Selbstschutzu w Rypinie, wyższy oficer niemieckiego SS i SD - zadając ciosy nożem w oczy. Córkę Teresę zabił Heinrich Schlieske strzałem w tył głowy (była w zaawansowanej ciąży). W Domu Kaźni prawdopodobnie zamordowany został mąż Teresy - Tadeusz Gniazdowski.
Pośmiertnie (1989) odznaczona została Krzyżem Kawalerskim Orderu Odrodzenia Polski. Imię Heleny i Stanisława Sierakowskich nosił Zespół Szkół Rolniczych w Kisielicach i w Waplewie Wielkim.